# ビーポーレン

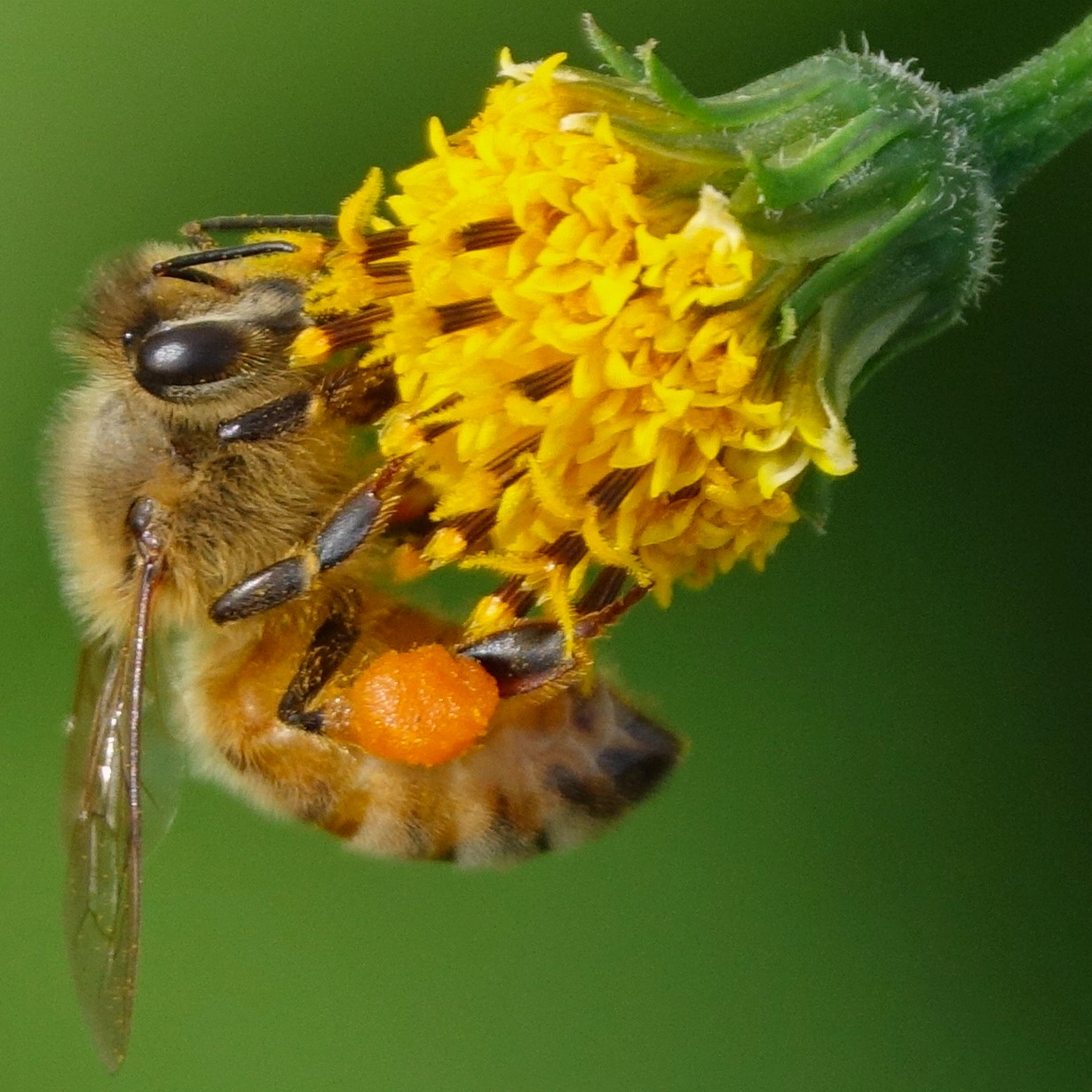
ビーポーレンを運ぶセイヨウミツバチ

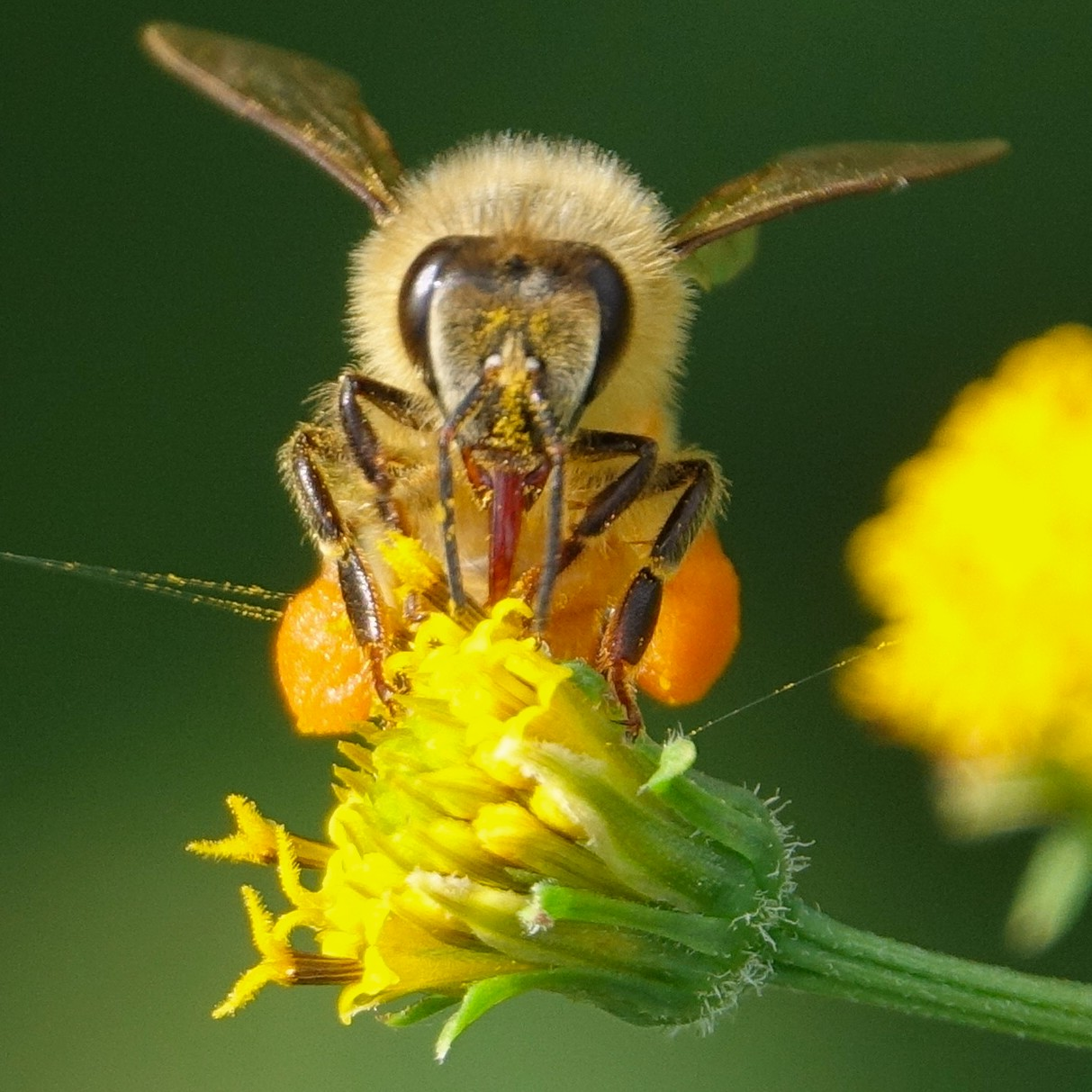
両脚にビーポーレンを付ける

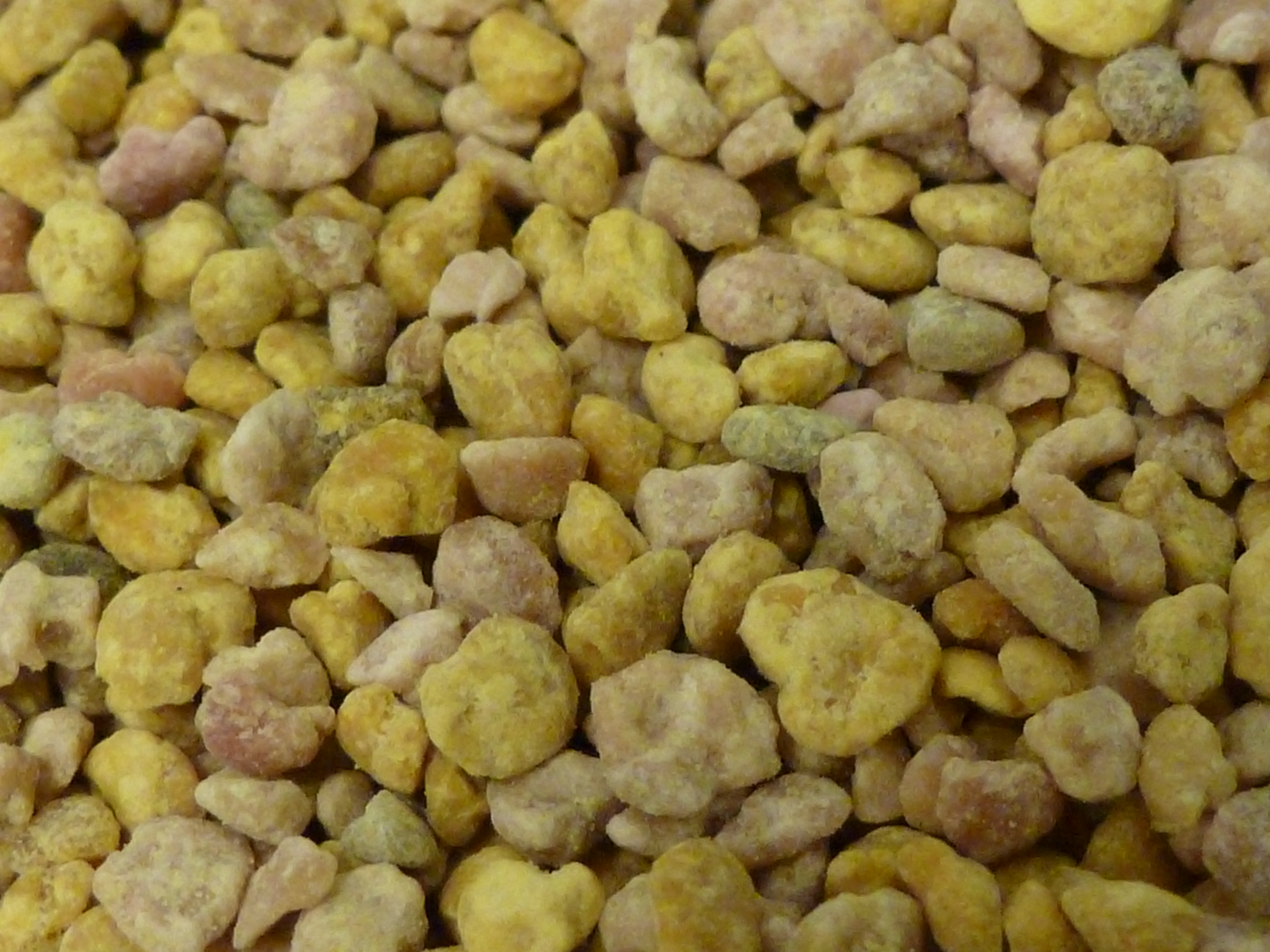
ヒトの食物用の凍ったビーポーレン

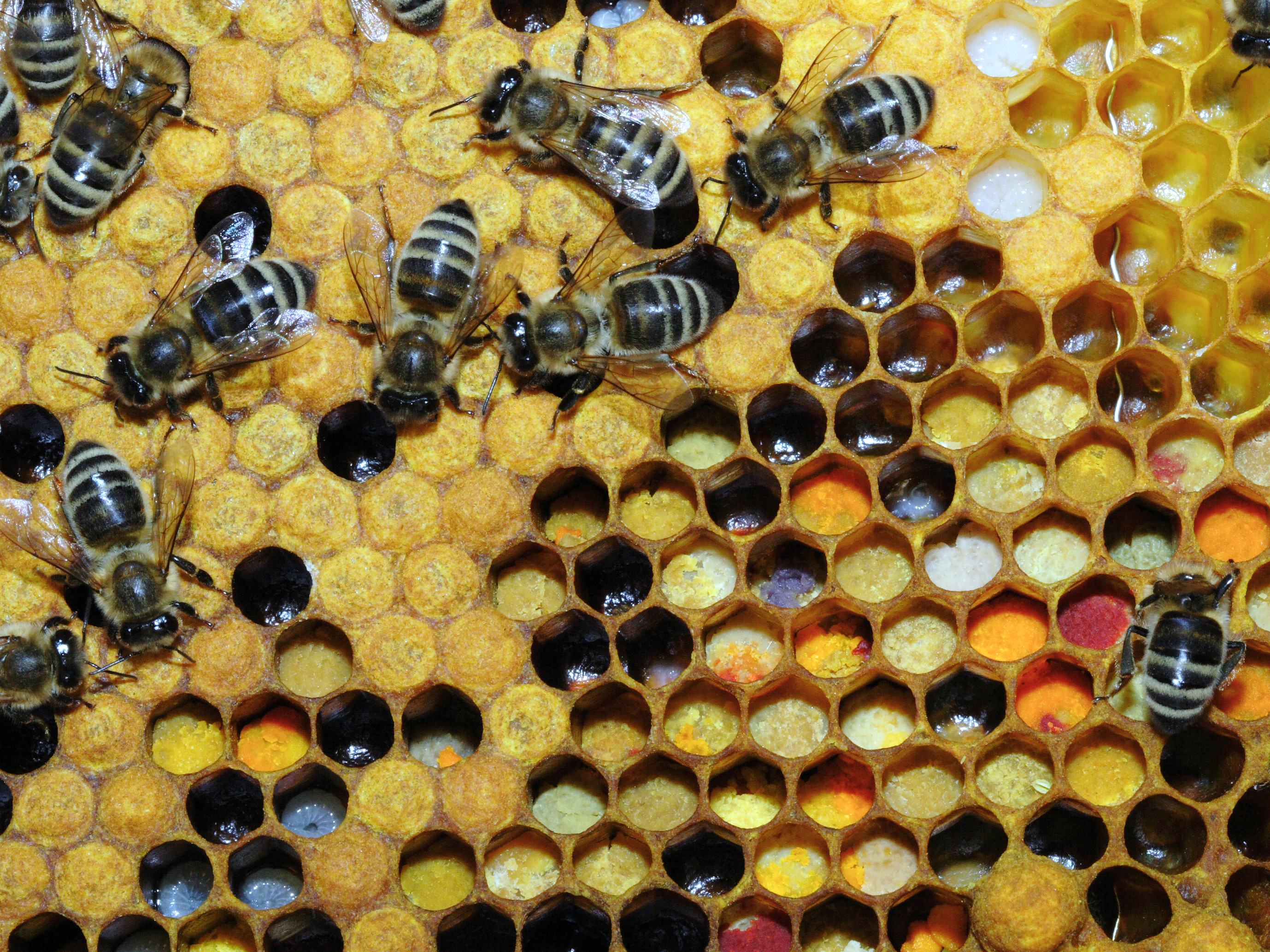
巣に蓄えられたビーブレッド

ビーポーレン（英: Bee pollen）は、ミツバチの働きバチが花粉をペレット状に丸めたものである。後脚の脛節にある花粉かごにつけて運び、巣に蓄える。ビーブレッドは、ビーポーレンに蜂蜜とハチの分泌物を加えて、巣の抱卵室で保管したものである。ビーポーレンが出来上がると、メスがその上に卵を1つずつ産み、巣を塞ぐ。ビーポーレンは、ヒトの食物として収穫される。アンブロシア (ambrosia) と呼ばれることもある。
働きバチは、花粉を巣に運び、そこで、頭を使って花粉を巣に押し込む別の働きバチに渡す。収穫および巣への詰め込み中、花粉は花蜜やハチの唾液分泌物と混合され、ミツバチの主要なタンパク質源となる。

## 組成
蜂蜜やプロポリス、その他よく知られたミツバチの産物と同様に、またローヤルゼリーや蜜蝋とは異なり、ハチから分泌されたものではなく、ハチが集めた産物である。化学組成は花粉を集めた植物の種類に依存し、同じ養蜂場のものでも時間やコロニーによって異なり、全く同じ組成のものは存在しない。したがって、ビーポーレンの化学組成や栄養組成は測定された特定のサンプルの値に過ぎず、そこから他の時間や他の場所で収集したサンプルの組成を推定することはできない。平均的な組成は、単糖（フルクトースとグルコース）が40-60%、タンパク質が2-60%、ミネラルとビタミンが3%、脂肪酸が1-32%、その他の広範な物質が5%とされている。また、ビーポーレンの中に188種類の菌類と29種類の細菌が含まれていたという研究結果もある。このような微生物的な多様性に関わらず、ビーブレッドとも呼ばれる蓄えられた花粉は蜂蜜とおなじように保存的な環境にあり、微生物バイオマスの量は低い。

## 健康食品への利用
本草学においては、ビーポーレンは様々な病気を治癒すると謳われているが、科学的な根拠はない。短期間の使用は安全だが、副作用には息切れ、蕁麻疹、腫れ、アナフィラキシー等のアレルギー反応がある。妊婦には安全でなく、授乳中は禁忌である。シブトラミンやフェノールフタレイン等の未承認薬が不純物として含まれている可能性があるため、アメリカ食品医薬品局はいくつかのビーポーレン製品の利用に対して警告している。

## お酒への利用
養蜂が盛んで蜂蜜酒（ミード）の醸造も盛んなリトアニアには、ビーポーレンを原料としたリキュール「Bičių Duonelės Likeris」（ビチュウ・ドゥオネレス・リケリス）が存在する